# Panait Warthiadi
Panait Warthiadi (n. 16 martie 1846, București – d. 7 februarie 1911, București) a fost un general de divizie român, șeful Statului Major Regal, comandant al Școlii de Ofițeri de Artilerie și Geniu, al Corpurilor nr. 3 Armată la Galați, apoi și nr. 2 Armată la București precum diplomat militar.

## Origini și familie
Familia generalului a fost de origine română din Macedonia. Tatăl său Dimitrie (n. 11 iulie 1807, Macedonia – d. 30 august 1862, București) a făcut studiile la Pesta, unde a dobândit diploma de doctor în filosofie la 1828. Apoi a trecut la Viena, unde a obținut la 1831 diploma de doctor în medicină. De la 1834 până la 1847 a fost medic al Spitalului Colțea. În anul 1849 a fost numit medic șef al armatei și al spitalului ostășesc, iar doi ani mai târziu i s-a adăugat și însărcinarea de medic al școlii militare. La 1853 a trecut inspector al spitalelor județene. A publicat: Mica chirurgie (1850).
Fiul lui Dimitrie, Panait, s-a căsătorit cu Elena Filipescu-Kretzulescu (n. 11 iunie 1857 – d. 24 ianuarie 1930) - după divorțul ei de generalul Iacob N. Lahovari - cu care a avut un fiu, Dumitru (Puiu) Warthiadi-Kretzulescu, moșier și inginer agronom.

## Biografie

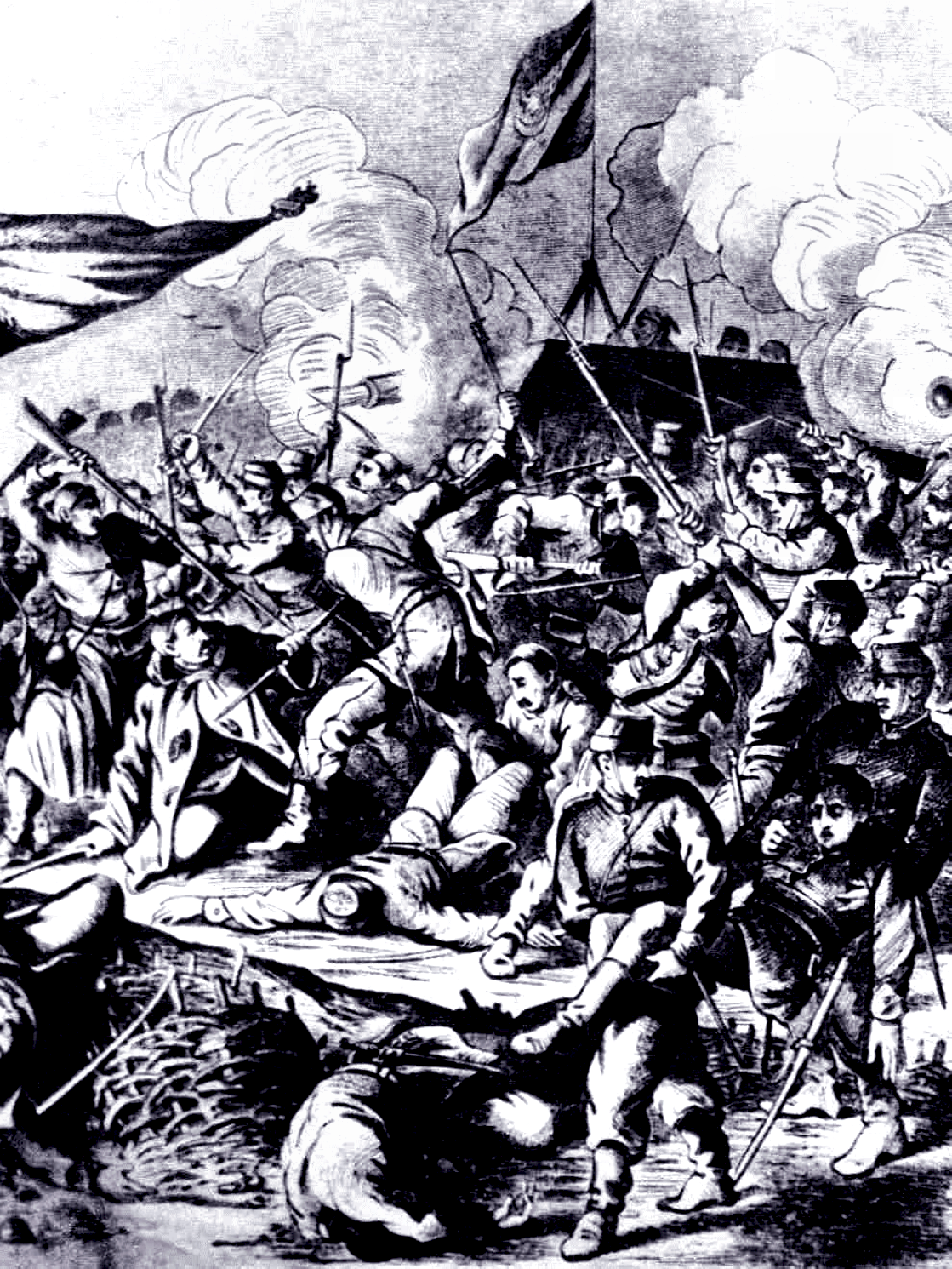
Asaltul asupra redutei Bucova, apropiere Plevna 1877

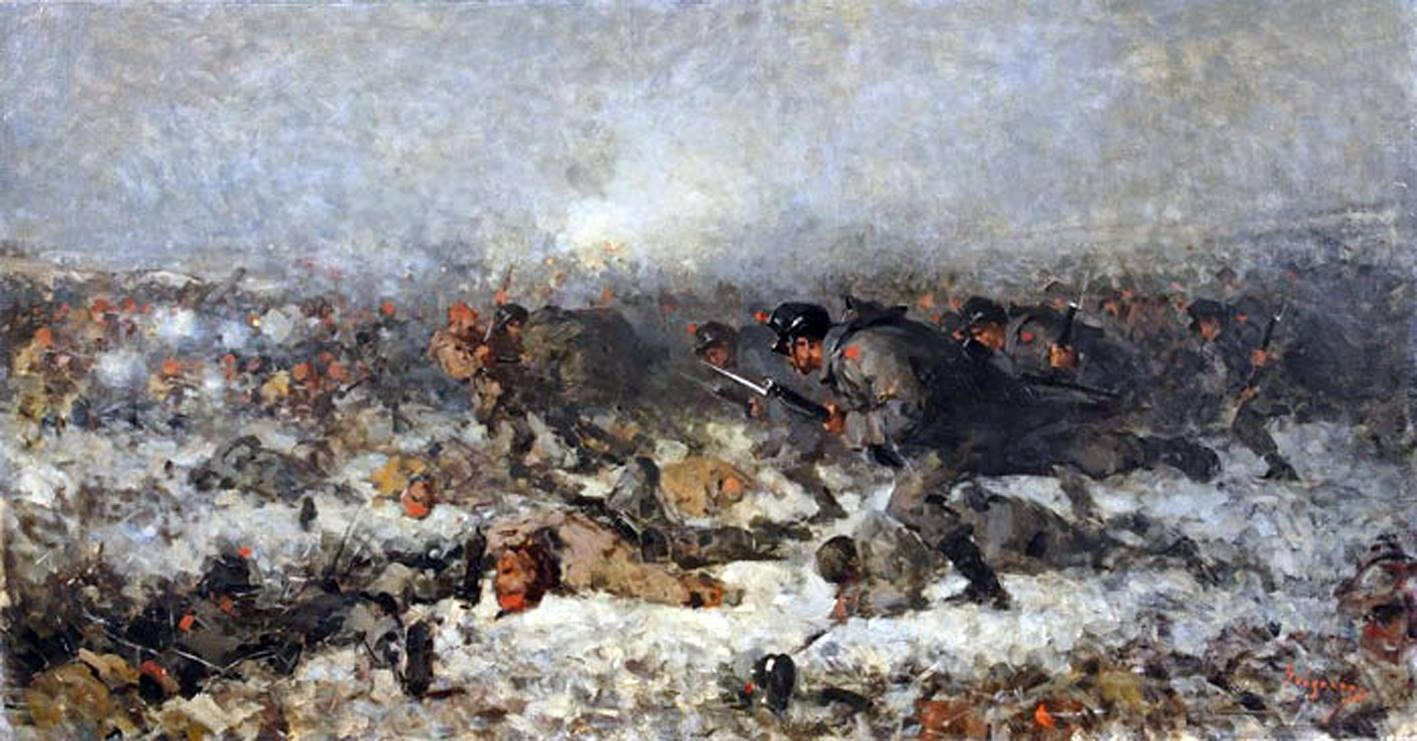
Atacul de la Smârdan (pictură de Nicolae Grigorescu)

Tânărul Warthiadi a fost absolvent al Școlii de ofițeri din 1859-1864 (Promoția Unirii) și făcut sublocotenent în Regimentul 1 Artilerie. În acest regiment a devenit locotenent (1868) și căpitan (1871).
În anul 1877 a fost trecut la rangul de maior și comandant de divizion în Regimentul 2 Artilerie. În această funcție a luptat în Războiul de Independență al României, conducând divizionul său în luptele de la Plevna, Opanez, Vidin și Smârdan. A comandat bombardamentele de la Smârdan. La 30 august 1877, din divizionul său a căzut la datorie primul ofițer artilerist, sublocotenentul Ion Elefterescu.
În anul 1881 a fost avansat la gradul de locotenent-colonel fiind numit atașat militar la Viena împotriva voinței sale, prin un decret al regelui Carol I al României (1884-1885). Acolo a locuit la renumitul „Hotel Sacher”. În ziua de 11 septembrie 1884, a fost invitat la marele dineu al țarului Alexandru al III-lea cu prilejul zilei sale de nume, care a avut loc la sala de ceremonii în Palatul Hofburg la Viena. La vizita întreprinderii „Ernst Braun & Söhne” din Schöndorf (azi un cartier al orașului Vöcklabruck),  pe 22 februarie 1885, locotenent-colonelul a comandat un mare număr de șei de cavalerie în numele Ministerului de Război al României. După terminarea funcției sale la Viena a comandat Regimentul 2 Artilerie.
La 10 iulie 1888 a fost numit colonel precum comandant al artileriei Corpului 1 (1888-1891), apoi al corpului 2 Armată (1891-1896) și în sfârșit comandant al Școlii de Ofițeri de Artilerie și Geniu din capitală (1896-1897). Numit general la 8 aprilie 1897, ofițerul a preluat comandatura Regiunii Întărite Focșani-Nămoloasa-Galați (1897-1900), apoi, din 1900-1906, a fost făcut șef al Statului Major Regal. După acea, trecut la rangul de general de divizie, a servit ca comandant al Corpului 3 Armată Galați (1906-1910), și 2 Armată București (1910-1911).

## Epilog
Încă în luna noiembrie 1909, cu un an înaintea morții sale la vârsta de abia 64 de ani, generalul Warthiadi a fost sărbătorit de camarazii din Corpul 3 Armată la împlinirea a 50 de ani de serviciu militar, iar la 8 noiembrie, la restaurantul Capșa, a avut loc întâlnirea promoției sale, mai fiind în viață 8 din 15 absolvenți, dintre care generalul de divizie Constantin Brătianu și generalii artileriști Alexandru Tell și Nicolae Stoika.
La înmormântarea lui, corpul neînsuflețit al generalului a fost transportat la Cimitirul Bellu pe un tun tras de șase cai. În jurul sicriului și pe două platforme erau așezate mulțime de coroane din partea Regelui Carol I, fiului regal Ferdinand, Corpurilor 2 și 3 Armată, Regimentului 2 Artilerie, Școlilor militare, Revistei Artileriei, Revistei Armatei, camarazilor de arme, prietenilor și rudelor. Afetul mortuar a fost urmat de un foarte mare număr de generali și ofițeri superiori, rude și prieteni, trăsura Regelui Carol I (ca o distincție acordată generalului - doar consilierii familiei regale și generalii Alexandru Cernat și Eracle Arion  mai beneficiaseră de această distincție), trăsurile rudelor, toate trupele garnizoanei București.
În discursul de omagiere, generalul Leon Mavrocordat (pe atunci șeful Statului Major Regal) a spus: ,,Generalul Warthiadi a consacrat întreaga sa activitate carierei militare, a servit țara cu credință și a apărat-o cu vitejie, a iubit armata cu pasiune, a câștigat dragostea și stima tuturor acelora care l-au cunoscut și au putut aprecia acest caracter leal și neșovăitor”.

## Decorații

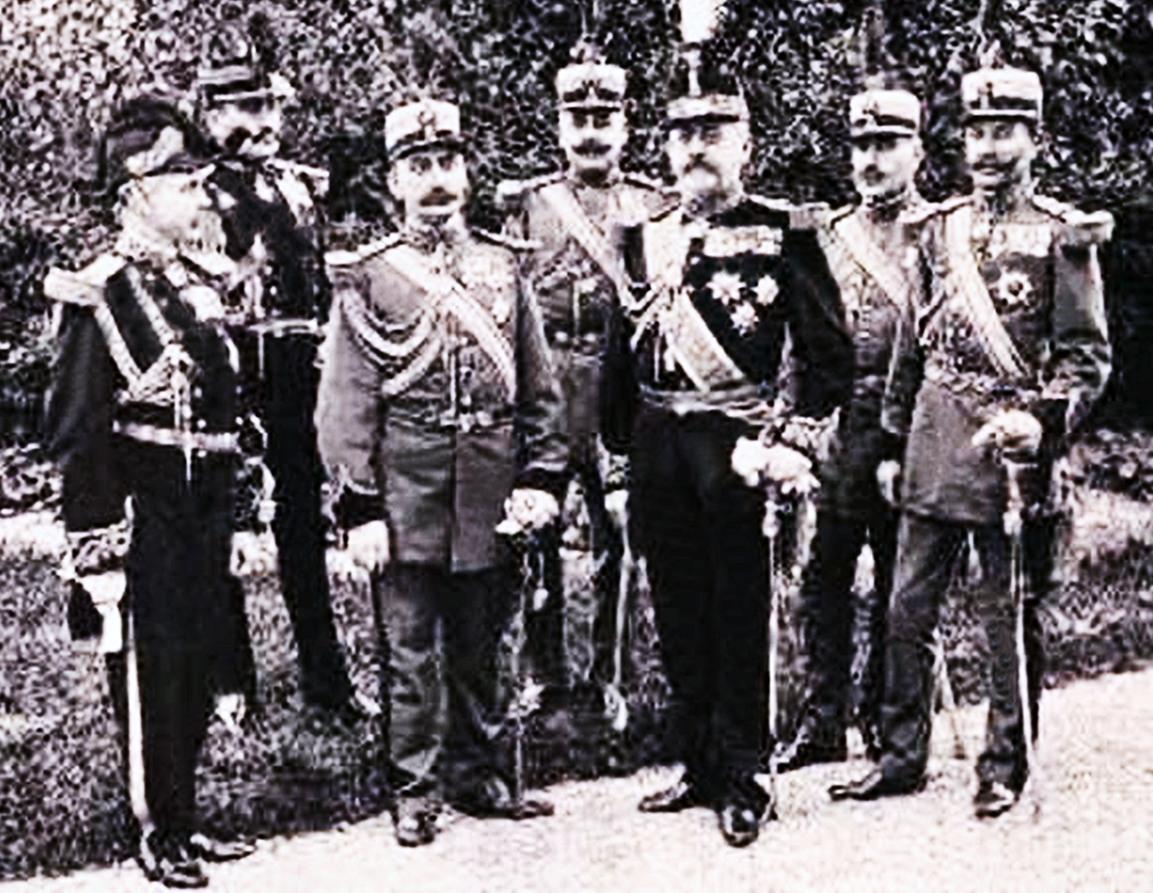
Generalul Warthiadi (mijloc) împreună cu alți înalți ofițeri 1909

Panait Warthiadi a fost onorat între altele cu:
- Mare Ofițer al Ordinului național „Steaua României”
- Comandor al Ordinului Coroana României
- Comandor al Ordinului Regal Carol I
- Ordinul „Steaua României” de război
- Ordinul regal român „Virtutea Militară”
- Crucea regală română „Trecerea Dunării”
- Medalia regală română a „Apărătorilor Independenței”
- Comandor al Ordinului Împărătesc Leopold, 1909[10]
- Ordinul imperial rus „Sfânta Ana” de  clasa I cu brilianți
- Ordinul imperial rus „Sfântul Stanislas” de  clasa a 2-a
- Medalia Comemorativă Rusă a Războiului din 1877-1878 a împăratului Alexandru al II-lea
- Ordinul al casei ducale saxone „Ernst von Sachsen” de clasa I[11]